# Макроскопическое исследование
Макроскопи́ческое иссле́дование — метод диагностики, при котором производится визуальная оценка исследуемого материала. Как правило, макроскопическое исследование предшествует другим инструментальным методам. Метод является предварительным, позволяя оценить наличие только грубых нарушений в исследуемых образцах, в некоторых случаях вообще не применим. Но несмотря на это, макроскопическое исследование широко применяется в медицине, в связи с тем, что не требует никакого специального оборудования для его выполнения.
Данная методика применяться в хирургии с целью оценки состояния органов, определения наличия в них грубых изменений и необходимости в дополнительных методах исследования, с той же целью методика применяется в патологической анатомии и судебной медицине. Так же используется при анализе биоматериала, крови, мочи, кала, и других образцов.